# Pohledy
Pohledy är en ort i Tjeckien.   Den ligger i regionen Pardubice, i den östra delen av landet, 160 km öster om huvudstaden Prag. Pohledy ligger 519 meter över havet och antalet invånare är 334.
Terrängen runt Pohledy är platt åt sydväst, men åt nordost är den kuperad.Runt Pohledy är det ganska tätbefolkat, med 65 invånare per kvadratkilometer. Närmaste större samhälle är Svitavy, 9,5 km nordväst om Pohledy. Omgivningarna runt Pohledy är en mosaik av jordbruksmark och naturlig växtlighet.